# Кінг-енд-Квін (округ, Вірджинія)
Шаблон:StateAbbr_ 37°43′ пн. ш. 76°54′ зх. д. / 37.72° пн. ш. 76.9° зх. д.
Округ Кінг-енд-Квін (англ. King and Queen County) — округ (графство) у штаті Вірджинія, США. Ідентифікатор округу 51097.

## Історія
Округ утворений 1691 року.

## Демографія
За даними перепису 2000 року загальне населення округу становило 6630 осіб, усе сільське. Серед мешканців округу чоловіків було 3233, а жінок — 3397. В окрузі було 2673 домогосподарства, 1897 родин, які мешкали в 3010 будинках. Середній розмір родини становив 2,94.
Віковий розподіл населення поданий у таблиці:
| Стать    | До 15 років | 15-21 | 22-29 | 30-39 | 40-49 | 50-65 | 65-85 | Понад 85 |
| -------- | ----------- | ----- | ----- | ----- | ----- | ----- | ----- | -------- |
| Чоловіки | 640         | 267   | 256   | 462   | 500   | 629   | 437   | 42       |
| Жінки    | 592         | 269   | 268   | 469   | 559   | 631   | 533   | 76       |

## Суміжні округи
- Керолайн — північ
- Ессекс — північний схід
- Міддлсекс — схід
- Глостер — південний схід
- Джеймс — південь
- Нью-Кент — південний захід
- Кінг-Вільям — захід

## Виноски
1. ↑  U.S. Decennial Census. United States Census Bureau. Архів оригіналу за 26 квітня 2015. Процитовано 3 січня 2014.
2. ↑  Historical Census Browser. University of Virginia Library. Архів оригіналу за 11 серпня 2012. Процитовано 3 січня 2014.
3. ↑  Population of Counties by Decennial Census: 1900 to 1990. United States Census Bureau. Архів оригіналу за 15 грудня 2013. Процитовано 3 січня 2014.
4. ↑  Census 2000 PHC-T-4. Ranking Tables for Counties: 1990 and 2000 (PDF). United States Census Bureau. Архів оригіналу (PDF) за 18 грудня 2014. Процитовано 3 січня 2014.
5. ↑  State & County QuickFacts. United States Census Bureau. Архів оригіналу за 7 червня 2011. Процитовано 3 січня 2014.(англ.) Наведено за англійською вікіпедією.
6. ↑  American FactFinder. Бюро перепису населення США. Архів оригіналу за 29 липня 2011. Процитовано 31 січня 2008.

| США | Це незавершена стаття з географії США. Ви можете допомогти проєкту, виправивши або дописавши її. |